# Linnaemya nigrifrons
Linnaemya nigrifrons är en tvåvingeart som först beskrevs av Jacques-Marie-Frangile Bigot 1889.  Linnaemya nigrifrons ingår i släktet Linnaemya och familjen parasitflugor. Inga underarter finns listade i Catalogue of Life.